# IAR 16
Lo IAR 16 era un caccia monomotore ad ala bassa realizzato in un unico esemplare dall'azienda rumena Industria Aeronautică Română (IAR) negli anni trenta e rimasto allo stadio di prototipo.

## Storia

### Sviluppo
Nei primi anni trenta l'ingegnere Elie Carafoli decise di sfruttare l'esperienza acquisita dal precedente IAR 14 sviluppando ulteriormente e contemporaneamente il concetto in due nuovi modelli che ne riprendevano l'impostazione classica, monomotore monoplano ad ala bassa con carrello fisso, ma affinandone la pulizia aerodinamica ed adottando due gruppi motoelica differenti, lo IAR 15 e lo IAR 16.
Il prototipo, realizzato nel 1934, venne equipaggiato con un motore radiale Bristol Mercury IVS.2 da 510 hp (380 kW), un 9 cilindri dotato di gruppo di riduzione racchiuso in un anello Townend, ed armato nuovamente con una coppia di mitragliatrici Vickers calibro 7,7 mm.
Venne portato in volo per la prima volta nel corso dello stesso anno ma, benché le sue prestazioni vennero ritenute incoraggianti, il progetto venne accantonato rimanendo l'ultimo caccia di progettazione rumena per diversi anni a venire.

## Descrizione tecnica
Lo IAR 16 era un velivolo dall'aspetto moderno dotato di struttura interamente metallica, primo tra i velivoli di produzione rumena ad adottare tale accorgimento tecnico, e di impostazione classica, monomotore monoplano ad ala bassa e carrello fisso.
La fusoliera, costituita da elementi strutturali in duralluminio ricoperta di pannelli di legno e fogli di materiale metallico, era caratterizzata dall'unico abitacolo aperto destinato al pilota protetto da un minuscolo parabrezza. Posteriormente terminava in un impennaggio classico monoderiva che integrava i piani orizzontali controventati.
L'ala, a pianta rastremata e montata bassa sulla fusoliera, era realizzata in tre sezioni con struttura bilongherone ricoperta da pannelli di legno ed integrava due alettoni e due flap presenti su ogni semiala.
Il carrello d'atterraggio consisteva in una semplice configurazione biciclo anteriore, con le gambe di forza dotate di ammortizzatori, che collegavano le due ruote carenate alla superficie inferiore delle semiali, ed integrato posteriormente con un pattino d'appoggio posizionato sotto la coda.
La propulsione era affidata ad un motore Bristol Mercury IVS.2, un radiale a 9 cilindri posti su un'unica fila raffreddato ad aria in grado di erogare una potenza pari a 510 hp (380 kW) posizionato all'apice anteriore della fusoliera, racchiuso in un anello Townend ed abbinato ad un'elica bipala.